# Usta
Usta ali ustna votlina so odprtina na glavi, skozi katero žival ali človek jé hrano. V ustih se vrši mehanska prebava hrane. V ustni slini je encim ptialin, ki razgrajuje škrob v enostavne sladkorje. Zobje hrano zmeljejo, jezik jo obrača in potisne v žrelo. Hrana se v ustni votlini pomeša s slino.

## Anatomija
Od spredaj ustno votlino omejujeta ustnici, s strani lici, navzgor nebo, dno predstavljajo jezik in mišice ustnega dna, v zadnjem delu sega do goltne ožine. Vhod v ustno votlino predstavlja odprtina med obema ustnicama. Ustna odprtina se na vsakem koncu konča z ustnim kotom, od katerega poteka proti nosnicama nazolabialna guba. Le-ta loči zgornjo ustnico od lica. Spodnja ustnica meji na brado. Podlago ustnicam daje okrogla ustna mišica (musculus orbicularis oris).